# Leicester Riders
Maillots
Les DMU Leicester Riders sont un club franchisé de basket-ball anglais situé à Leicester et appartenant à la British Basketball League.

## Historique
Fondée le 26 avril 1967 par MIJ Zamakda sous le nom de Loughborough All Stars, les Leicester Riders sont le plus vieux club de britannique de basket-ball.
Le club fut un des membres fondateurs de la National Basketball League en 1972 puis de la British Basketball League en 1987.
Après un déménagement de Loughborough vers Leicester en 1980, le club fit machine arrière pour jouer dans l'université de Loughborough en 1999, très proche de l'ancien Victory Hall où tout avait débuté.
En 2004, les Riders signent un accord de partenariat avec l'université De Montfort et retournèrent donc à Leicester. Depuis ils jouent au DMU John Sanford Sports Centre.

## Palmarès
- British Basketball League : 2001, 2013, 2017, 2018

## Noms précédents
- 1967 - 1981 : Loughborough All-Stars
- 1981 - 1986 : Leicester All-Stars
- Depuis 1986 : Leicester Riders

## Joueurs célèbres
- Bob Donewald